# Xã Firesteel, Quận Aurora, South Dakota
Xã Firesteel (tiếng Anh: Firesteel Township) là một xã thuộc quận Aurora, tiểu bang Nam Dakota, Hoa Kỳ. Năm 2010, dân số của xã này là 35 người.